# Území bílých králů
Území bílých králů (německy Das Geheimnis der weißen Hirsche) je sedmidílný televizní seriál.
Seriál vypráví příběh skupinky dětí vedených Leontýnkou (Zuzana Vejvodová) a Oldou (Lukáš Jenčík). Otec Leontýnky (Jan Kanyza) je správcem obory s vzácným chovem bílých jelenů. Dojde k několika událostem, ohrožujícím stádo jelenů. Leontýnka se společně s Oldou, který je synem místního policisty (Pavel Zedníček), pustí do hledání pachatele. Mezi podezřelými se ocitne mladý uprchlík (Michal Suchánek), bývalý správce obory (Martin Růžek), bývalý pytlák (Jiří Sovák), majitel místní restaurace (Oldřich Vlach), dálniční projektant (Miroslav Etzler) a několik dalších. Stella Zázvorková ztvárnila postavu místní vdovy, podobně jako Jana Hlaváčová, jejíž postava musela tvrdě pracovat, aby splatila dluh majiteli restaurace. Ondřej Vetchý si zahrál bratra místní učitelky. Vypravěčem byl Viktor Preiss.
Seriál byl natáčen především v Třeboni a v Žehušické oboře nedaleko Kutné Hory. Po premiéře v Československé televizi ho zhlédli též diváci německých kanálů ZDF, Super RTL a Kinderkanal. Byl několikrát reprízován Českou televizí.

## Seznam dílů
1. Uprchlík
2. Požár
3. Tajná chodba
4. Otrávená voda
5. Výlet
6. Nový les
7. Dopadení